# Parafia Ducha Świętego w Chełmie
Parafia Ducha Świętego w Chełmie – parafia rzymskokatolicka w Chełmie, należąca do archidiecezji lubelskiej i Dekanatu Chełm – Wschód. Została erygowana 4 marca 1990 roku. Kościół parafialny wybudowany w latach 1987–1992. Mieści się przy ulicy Grunwaldzkiej.

## Historia
W 1985 roku ks. inf. Kazimierz Bownik uzyskał zgodę na budowę punktu katechetycznego. W listopadzie 1986 roku postawiono krzyż i poświęcono plac pod budowę. Od 1987 roku w prowizorycznej wiacie odprawiano msze święte i rozpoczęto prace przy budowie kościoła według projektu architekta Wojciecha Palki. W 1988 roku rozpoczęto odprawianie mszy świętej w kościele. 
4 marca 1990 roku dekretem bp Bolesława Pylaka została erygowana parafia pw. Świętego Ducha, z wydzielonego terytorium parafii Narodzenia NMP, a pierwszym proboszczem został ks. Marian Wysocki. W 1992 roku ukończono podstawowe prace przy budowie kościoła. 23 maja 2021 odbyła się uroczystość konsekracji kościoła z udziałem arcybiskupa Stanisława Budzika. 
Proboszczowie
- 1988–2013 ks. Marian Henryk  Wysocki
- od 2013 ks. Andrzej Jacenty Pyter

## Terytorium
Parafia obejmuje ulice Chełma: 11 Listopada, Batorego, Botaniczna, Cementowa, Chomentowskiego, Dąbka, Dembowskiego, Eliaszczuka, Fabryczna, Górna, Górnicza, Grunwaldzka, Hołyszowej, Hrubieszowska, Jagiellońska, Jałowcowa, Janczykowskiego, Jesienna, Kamieńskiego, Kilińskiego, Kolejowa, Kornasa, Kosynierów, Ks. Brzózki, Leśna, Letnia, Litewska, Łowiecka, Matejki, Modrzewiowa, Muzyki, Myśliwska, Niecała, Ogrodnicza, Piastowska, Piernackiej, Piękna, Prusa, Prymasa Wyszyńskiego, Przemysłowa, Pszczela, Racławicka, Rampa Brzeska, Reja, Rolnicza, Sadowa, Skargi, Skibińskiego, Sonnego, Sosnowa, Sportowa, Szczęśliwa, Szpotańskiego,Świerkową, Twardzika, Urocza, Wiosenna, Wołyńska, Wólwinów, Wschodnia, Zajączka, Zimowa, Żeromskiego.